# アメリカン・バッファロー
『アメリカン・バッファロー』（原題：American Buffalo）は、1996年製作のイギリス・アメリカ合作映画。デヴィッド・マメットによる同名の戯曲の映画化作品。

## キャスト
※括弧内は日本語吹替
- ドニー - デニス・フランツ（池田勝）
- ボビー - ショーン・ネルソン（若林久弥）
- ティーチ - ダスティン・ホフマン（小川真司）